# Doris Akol
Doris Akol là một nữ luật sư và quản trị viên người Uganda. Bà là Tổng ủy viên hiện tại của Cơ quan doanh thu Uganda (URA). Bà đã được bổ nhiệm vào vị trí đó bởi Maria Kiwanuka, Bộ trưởng Bộ Tài chính, Kế hoạch và Phát triển Kinh tế, vào ngày Thứ Hai, 27 tháng 10 năm 2014. Cô thay thế Allen Kagina, người đã nghỉ hưu sau hai nhiệm kỳ năm năm liên tiếp ở vị trí lãnh đạo của URA.

## Giáo dục
Doris Akol học trường tiểu học Nakasero. Đối với giáo dục O-Level của mình, cô đã học tại Mount Saint Mary's College Namagunga. Sau đó, cô theo học trường trung học nữ Nabisunsa, để theo học A-Level. Cô có bằng Cử nhân Luật (LLB), lấy bằng năm 1993, từ Đại học Makerere, trường đại học công lập lâu đời nhất và lớn nhất của Uganda. Cô cũng có bằng tốt nghiệp sau đại học về thực hành pháp luật (Dip.Law.Pract.) tại Trung tâm phát triển luật pháp ở Kampala. Bằng tốt nghiệp của cô về Quản lý tài chính (Dip.Fin.Mngmt.) có từ Học viện Quản lý Uganda. Cô có bằng Thạc sĩ Luật (LLM) lấy từ Đại học Makerere. Bằng thạc sĩ luật thứ hai của cô, được Đại học McGill ở Canada cấp. Cô là thành viên của Viện Thư ký và Quản trị viên (ICSA).

## Kinh nghiệm làm việc
Sau khi tốt nghiệp Trung tâm Phát triển Luật năm 1994, cô đã dành một năm tại PricewaterhouseCoopers, tại các văn phòng ở Kambala. Năm 1995, cô gia nhập URA, với tư cách là một nhân viên pháp lý. Từ năm 2012 đến 2014, Doris Akol là Uỷ viên về các vấn đề pháp lý và các vấn đề của Hội đồng quản trị tại Cơ quan doanh thu ở Uganda. Trong khả năng đó, cô cũng từng là Thư ký Pháp lý của Công ty. Vào tháng 10 năm 2014, cô được bổ nhiệm làm Tổng ủy viên tại URA. Cô đảm nhận vị trí mới của mình vào ngày 30 tháng 10 năm 2014.